# Нацибулин, Минзагир
Минзагир Нацибулин (1908 год, село Старый Барыш, Тетюшский уезд, Казанская губерния — 17 октября 2001 года, Казань, Татарстан) — проходчик шахты «Буланаш» № 4 треста «Егоршинуголь» комбината «Свердловскуголь» Министерства угольной промышленности СССР, Свердловская область. Герой Социалистического Труда (1957).

## Биография
Родился в 1908 году в крестьянской семье в селе Старый Барыш (сегодня — Старое Барышево) Казанской губернии. После смерти отца оставил своё обучение в школе и помогал матери в личном хозяйстве. Подростком батрачил. С 1926 года — разнорабочий на шахте «Калат» Кировоградского медного рудника Свердловской области. С 1930 по 1933 год проходил срочную службу в Красной Армии. После армии трудился проходчиком на шахте № 16 Московского метрополитена. Позднее был назначен бригадиром проходчиков. Под его руководством бригада занимала передовые места в социалистическом соревновании.
С 1939 года трудился бригадиром проходчиков на шахтах треста «Егоршинуголь» Буланашского угольного месторождения в посёлке Буланаш Свердловской области. Бригада Минзагира Нацибулина каждую смену проходила до 70 метров горных выработок вместо 55 метров запланированных, ежесменная выработка бригады достигала 140 % от плановых заданий. За свою выдающуюся трудовую деятельность награждался медалями.
С 1953 года бригада трудилась на шахте «Буланаш-4». В бригаде применялись передовые методы добычи угля и новое шахтное оборудование, в результате чего значительно возросла производительность труда и уменьшилась себестоимость производства. Каждый год бригада добывала около 300 тысяч тонн угля. Указом Президиума Верховного Совета СССР от 26 апреля 1957 года «за выдающиеся успехи, достигнутые в деле развития угольной промышленности в годы пятой пятилетки и в 1956 году» удостоен звания Героя Социалистического Труда с вручением ордена Ленина и золотой медали «Серп и Молот».
Избирался депутатом Свердловского областного Совета народных депутатов.
После выхода на пенсию проживал в Казани.
Скончался в 2001 году. Похоронен на старом татарском кладбище в посёлке Мирный в Приволжском районе Казани.
Награды
- Герой Социалистического Труда
- Орден Ленина
- Медаль «За трудовое отличие» (04.09.1948)
- Медаль «За трудовую доблесть» (28.10.1949)
- Отличник социалистического соревнования Министерства угольной промышленности СССР
- Почётный шахтёр.